# Zdzisław Krygowski
Zdzislaw Jan Ewangelii Antoni Krygowski (1872 à Lemberg, Autriche-Hongrie - 1955 à Poznań, Pologne) est un mathématicien polonais, recteur de l'université nationale polytechnique de Lviv (1917-1918), et professeur à l'université de Poznań (1919-1938, puis 1946-1955).

## Enigma
Krygowski devient notoire dans l'histoire de la cryptologie pour avoir aidé l'état-major polonais en établissant son cours de cryptologie pour les étudiants de mathématiques de l'université Adam-Mickiewicz de Poznań qui a commencé le 15 janvier 1929. Cela amène finalement le Biuro Szyfrów (Bureau du chiffre) de l'état-major général à recruter en décembre 1932 Marian Rejewski, Henryk Zygalski et Jerzy Różycki, qui plus tard cassent conjointement avant la Seconde Guerre mondiale les algorithmes de la machine Enigma, ce qui leur permet de déchiffrer les messages allemands.

## Famille
Zdzislaw Krygowski a trois frères : Tadeusz, Kazimierz et Stanislaw.
Il épouse Rose New, originaire d'Angleterre. Ils ont une fille Eileen Krygowska-Korczyńska, qui, après la Seconde Guerre mondiale a travaillé pour Jan Nowak à Radio Free Europe.